# Gropnița
Gropniţa es una comuna ubicada en el distrito de Iași, Rumania.

## Superficie
Cuenta con una superficie de 78,82 kilómetros cuadrados.

## Demografía
Hasta 2021 la población era de 3102 habitantes, con una densidad de población de 39,36 habitantes por kilómetro cuadrado.